# Битка при Краван
Битката при Краван (на френски Bataille de Cravant) е сражение от Стогодишната война, което на 31 юли 1423 г. противопоставя англичани и бургундци срещу французи. Завършва с победа на съюзниците и затвърждава техния контрол над северна Франция.

## Предистория
От 1415 до смъртта си през 1422 г. английският крал Хенри V с неумолима воля успява да постави под властта си цяла северна Франция, включително Париж. В това отношение той разчита на съюза на бургундския херцог Филип Добрия. Неговата голяма победа при Азенкур показва, че и през ХV век военнотехническата подготовка на англичаните е на по-високо ниво от френската. И все пак при едно случайно поражение през 1421 г. (битката при Божé) французите и техните приятели, шотландците, могат да триумфират. Въпреки че последиците от поражението са преодолени, англичаните все пак се нуждаят от нова значителна победа, която да укрепи самочувствието им.
Когато на 31 август 1422 г. Хенри V умира, оставя наследник, който е едва на една година (бъдещия Хенри VI). Затова брат му Джон, херцог на Бедфорд, става регент. Джон се оказва човек с воля и качества, които не отстъпват много на тези на брат му. На първо време той успява да задържи английските позиции.

## Ход на битката
По това време Франция е разделена. На север за крал е признат Хенри VІ, който има известни права още от времето на Едуард ІІІ. На юг бъдещият Шарл VII е събрал недоволните от английското нашествие и оказва ожесточена съпротива. Той се счита за наследник на престола (син е на предишния крал), но за да получи короната си, трябва да стигне до Реймс - традиционния град за коронации. Именно при опита да се настъпва на север се състои битката при Краван. Това всъщност е градче на бургундска територия, на брега на река Йона. Французите се опитват да го обсадят, за да попречат на атаките срещу техните собствени крепости на север, но се оказват недостатъчно неподготвени.
Начело на френската армия стои шотландският конетабъл Джон Стюард ъф Дарнли, подпомаган от херцог Луи дьо Вандом. С тях са около 8000 души, по равен брой от двете нации. Противниците им, под командването на Томас Монтагю, граф Солзбъри, са наполовина - 2000 англичани и 2000 бургундци.
На 31 юли Солзбъри се появява в гръб на обсаждащите френско-шотландски войски и построява хората си за битка. Ала напразно чака да бъде нападнат - французите вече са разбрали, че имат повече успех, когато се отбраняват. Ето защо англичаните атакуват моста, но отстъпват поради упоритостта на шотландския контингент. После тръгват през реката - тук тя, макар и широка, е плитка до коляно. В началото усилията им не дават резултат и дори изглежда, че може да загубят, но ненадейно в гръб на французите излизат обсадените бургундци. Макар и малобройни и гладни, те всяват достатъчно объркване, за да решат битката. Френско-шотландските сили започват отстъпление, но ивицата между реката и стената е твърде тясна. Дават около 2000 убити. Още толкова, заедно с военачалниците им, падат в плен. Останалите безредно побягват.

## Последици
Това поражение на френската страна разбива всякакви илюзии, че може да се осъществи някакъв обрат във войната. Изоставена е и мечтата за коронацията на дофина Шарл в Реймс. Съюзът между Англия и Бургундия става още по-здрав. Заедно с последвалата битка при Верньой тези събития отварят възможност за нова серия английски успехи. Постепенно ще се стигне до обсада на ключовия град Орлеан, чието падане би решило войната в полза на Англия. Само появата на Жана д'Арк спасява крепостта и довежда до обрат. Но дотогава има още пет години.